# Lodewijk van Berlaymont

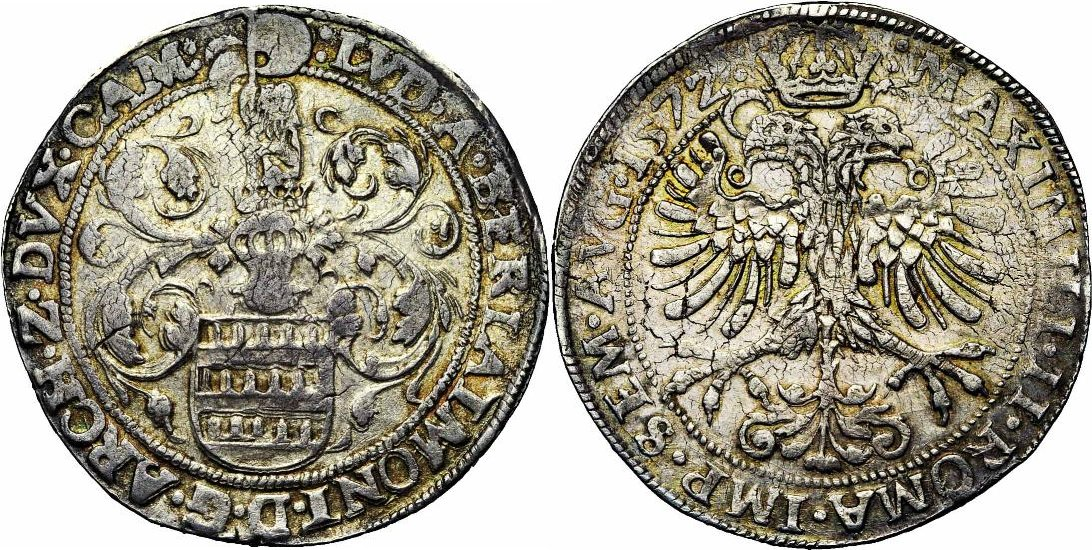
Kamerijkse munt uit 1572 met wapenschild Lodewijk van Berlaymont en Habsburgse adelaar

Lodewijk van Berlaymont, ook Ludovico de Berlaimont (Berlaimont, 5 oktober 1542 - Bergen, 15 februari 1596), was een vooraanstaand geestelijke in de Habsburgse Nederlanden. Hij was als leidinggevend geestelijke verbonden aan een aantal belangrijke kapittelkerken en werd in 1570 de tweede aartsbisschop van Kamerijk.

## Levensloop
Lodewijk van Berlaymont was een telg uit het belangrijke Zuid-Nederlandse geslacht van de Berlaymonts. Hij werd geboren op 5 oktober 1542 op het familiekasteel te Berlaimont als zoon van Karel van Berlaymont, ridder van het Gulden Vlies, en Adriana van Ligne Barbançon. Drie van zijn broers (Gilles, Florent en Claudius) waren  krijgsheren in Spaanse dienst en stadhouders van diverse gewesten; gezamenlijk bestuurden ze zeven van de Zeventien Provinciën.
Als jongere zoon was Lodewijk voorbestemd voor een geestelijke loopbaan. Hij begon zijn carrière al op 12-jarige leeftijd als kanunnik van het Sint-Lambertuskapittel in Luik, kort daarop gevolgd door eenzelfde positie aan het Onze-Lieve-Vrouwekapittel in Doornik. Daarna werd hij seculier abt van Namen en Saint-Aubert (bij Kamerijk). Iets later werd hij proost van het Sint-Waltrudiskapittel in Bergen. Dit alles gebeurde nog voordat hij 18 jaar oud was. Tussendoor behaalde hij zijn doctoraatsbul aan de Universiteit van Bologna.
Op 30 maart 1570 werd hij door Filips II benoemd tot proost van het kapittel van Sint-Servaas in Maastricht. In hetzelfde jaar, op 15 september 1570, werd hij benoemd tot aartsbisschop van het in 1559 gecreëerde aartsbisdom Kamerijk. Aangezien hij door die laatste benoeming niet in staat was in Maastricht te resideren, stelde hij daar Cornelius Bercouts aan als vicaris of vice-proost, en na diens overlijden in 1587, Petrus Curtius.
Al in het jaar van zijn benoeming kwam hij in aanvaring met het kapittel van Sint-Servaas, toen hij 6 van de 40 Maastrichtse prebenden had toegezegd aan het kathedrale kapittel van het eveneens in 1559 nieuw gecreëerde bisdom Roermond. Uiteindelijk leidde dit tot een proces bij de Heilige Stoel in Rome, dat door de kanunniken werd gewonnen. Wel lukte het Lodewijk in 1581 om twee prebenden van het kapittel over te hevelen naar het pas opgerichte Maastrichtse jezuïetencollege. In hetzelfde jaar namen de jezuïeten de Latijnse school over, die tot dan toe door het kapittel was geleid.
Lodewijk van Berlaymont was een voorstander van de Spaanse politiek in de Habsburgse Nederlanden, wat niet verwonderlijk is, gezien zijn afkomst. In 1581 maakte hij kans om in het prinsbisdom Luik de opvolger te worden van Gerard van Groesbeek. Alexander Farnese, die kort daarvoor met zeer veel geweld Maastricht had ingenomen (Beleg van Maastricht, 1579), zette het kathedrale kapittel in Luik onder druk om een van zijn kandidaten aan te nemen: Granvelle of Berlaymont. De Luikenaren, die zich neutraal achtten in de verscheurde Nederlanden, kozen voor Ernst van Beieren.
In 1583 moest Berlaymont Kamerijk ontvluchten, doordat de hertog van Alençon de stad bezette. Lodewijk trok zich terug in Namen en riep daar in 1586 een bisschoppelijke synode bijeen. Door paus Clemens VIII werd hij in 1593 tot waarnemend bisschop van het bisdom Doornik benoemd, een functie die hij bijna drie jaar vervulde, waarna Clemens hem tot pauselijk legaat benoemde.
In 1595 heroverden de Spaanse troepen onder bevel van Pedro Henriquez de Acevedo Kamerijk, een militaire operatie die door Lodewijk was ondersteund in de vorm van troepen en een som geld van 40.000 pond. Kort voor zijn terugkeer naar Kamerijk ontstond er een conflict met de magistraat van de stad, waardoor hij naar Bergen moest terugkeren.
Lodewijk van Berlaymont stierf hij op 15 februari 1596 in Bergen. Zijn lichaam werd overgebracht naar Kamerijk, waar het werd bijgezet in een kapel van het klooster van de Zwarte Zusters, waarvan hij zelf de bouwheer was.
- Gemeinsame Normdatei: 1157768180
- International Standard Name Identifier: 0000 0000 7757 1195
- Library of Congress Control Number: no2010046345
- Istituto Centrale per il Catalogo Unico: BVEV048538
- Système universitaire de documentation: 156485753
- Virtual International Authority File: 108084316
- WorldCat: E39PBJkttqTK8Rc3dCpJYQ8grq